# Hræsvelgr
Hræsvelgr is in de Noordse mythologie een reus in arendsgedaante. Volgens de Vafþrúðnismál (Lied van Wafthrudnir/ Het lied van Sterke Mangelaar) in de poëtische Edda is de wind het product van het slaan van zijn vleugels terwijl hij zit op het hemeleinde. Hræsvelgr wordt door sommigen gezien als identiek aan de arend die zit op de top van Yggdrasil, maar vroege bronnen bevestigen dit niet.
De naam Hræsvelgr is Oudnoords en betekent "lijkenverslinder" of "lijkenvreter". De uitspraak is ongeveer [ˈhrɛːsvɛlgr]. Naast de Oudnoordse vorm zijn er gemoderniseerde varianten zoals "Hraeswelg", "Hræsvelg" of "Hraesvelg". De Deense vorm is "Ræsvelg" en de Zweedse vorm is "Räsvelg".